# Ренс
Ренс (нем. Rhens) — город в Германии, в земле Рейнланд-Пфальц. 
Входит в состав района Майен-Кобленц. Подчиняется управлению Ренс.  Население составляет 2943 человека (на 31 декабря 2010 года). Занимает площадь 16,30 км². Официальный код  —  07 1 37 221.